# Sydafrikas Grand Prix 1977
Sydafrikas Grand Prix 1977 var det tredje av 17 lopp ingående i formel 1-VM 1977. 

## Rapport
Britten Tom Pryce omkom då han körde på en funktionär som sprang över banan med en brandsläckare för att ta hand Renzo Zorzis stillastående bil som hade börjat ryka. Den påkörde funktionären omkom och även Pryce dog omedelbart när han träffades i huvudet av brandsläckaren. Pryces bil fortsatte men kolliderade strax efteråt med Jacques Laffites bil. Laffite klarade sig dock oskadd.

## Resultat
1. Niki Lauda, Ferrari, 9 poäng
2. Jody Scheckter, Wolf-Ford, 6
3. Patrick Depailler, Tyrrell-Ford, 4
4. James Hunt, McLaren-Ford, 3
5. Jochen Mass, McLaren-Ford, 2
6. John Watson, Brabham-Alfa Romeo, 1
7. Vittorio Brambilla, Surtees-Ford
8. Carlos Reutemann, Ferrari
9. Clay Regazzoni, Ensign-Ford
10. Emerson Fittipaldi, Fittipaldi-Ford
11. Hans Binder, Surtees-Ford
12. Gunnar Nilsson, Lotus-Ford
13. Carlos Pace, Brabham-Alfa Romeo
14. Brett Lunger, BS Fabrications (March-Ford)
15. Larry Perkins, BRM

### Förare som bröt loppet
- Alex Ribeiro, March-Ford (varv 66, motor)
- Hans-Joachim Stuck, March-Ford (55, motor)
- Mario Andretti, Lotus-Ford (43, olycka)
- Boy Hayje, RAM (March-Ford) (33, växellåda)
- Jacques Laffite, Ligier-Matra (22, olycka)
- Tom Pryce, Shadow-Ford (22, fatal olycka) †
- Renzo Zorzi, Shadow-Ford (21, bränsleläcka)
- Ronnie Peterson, Tyrrell-Ford (5, bränslesystem)